# Violett spjutrocka
Violett spjutrocka (Pteroplatytrygon violacea) är en rockeart som först beskrevs av Bonaparte 1832.  Violett spjutrocka ingår i släktet Pteroplatytrygon och familjen spjutrockor. Inga underarter finns listade i Catalogue of Life.

## Beskrivning
En kraftig rocka med kantiga bröstfenor. Skivan som dessa bildar kan ha en största diameter av 90 cm. Till skillnad från de flesta rockor är ögonen inte utstående. Kroppsfärgen är mörkt violett, pupurfärgad eller blågrön, utan några markeringar eller skillnader mellan ryggsida och buksida. Stjärten är knappt dubbelt så lång som själva kroppen, och försedd med en mycket lång gifttagg.

## Utbredning
Arten förekommer med flera från varandra skilda populationer i alla världshav förutom i den polara zonen.

## Ekologi
Arten vistas nära kusten och dyker till ett djup av 380 meter. Födan består av nässeldjur, tiofotade kräftdjur, tioarmade bläckfiskar och fisk.
Flera exemplar hamnar som bifångst i fiskenät. Hela populationen anses vara stor. IUCN kategoriserar arten globalt som livskraftig.

## Bildgalleri

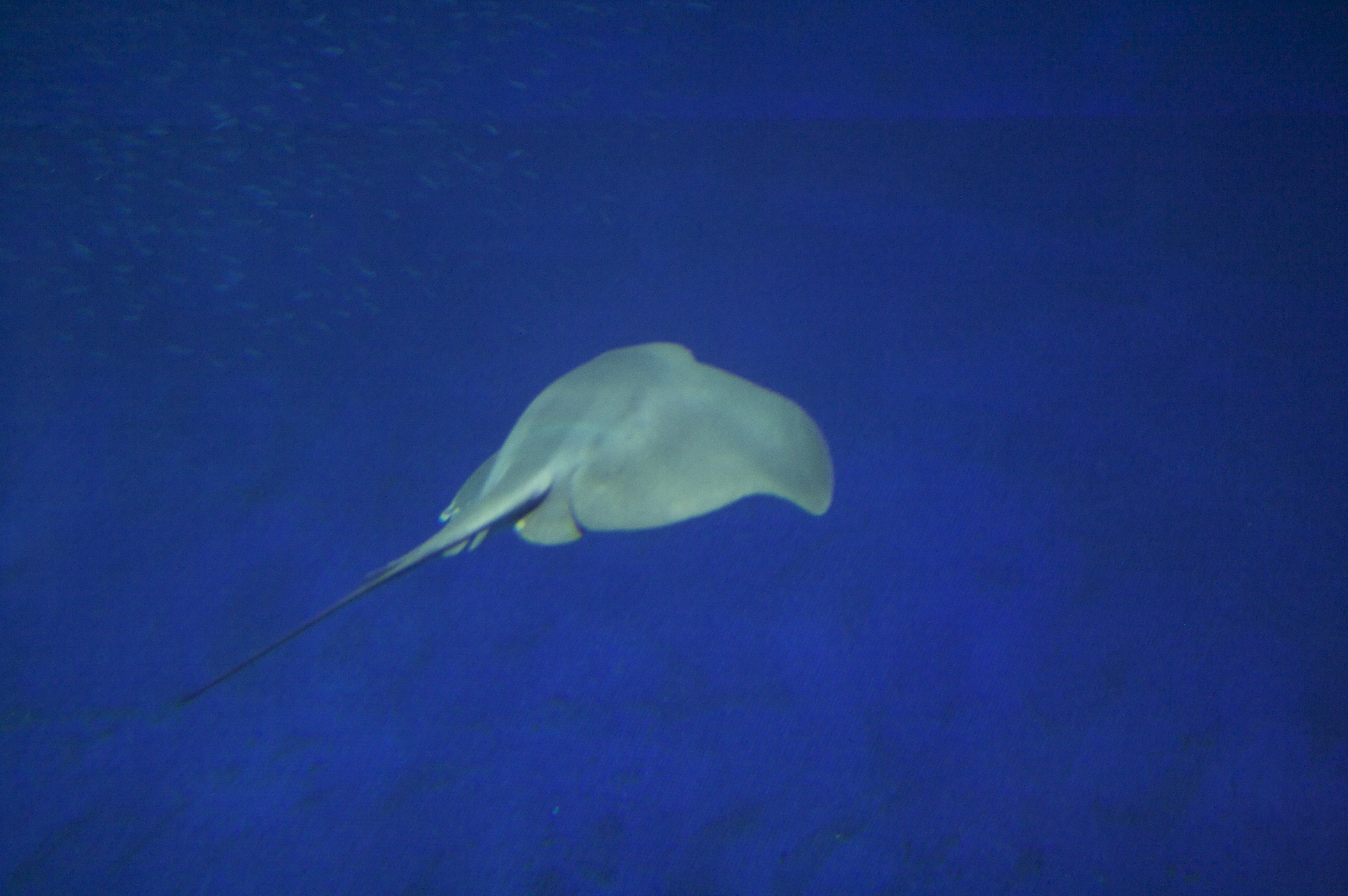
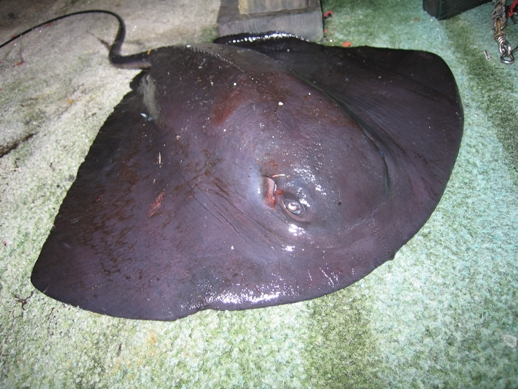
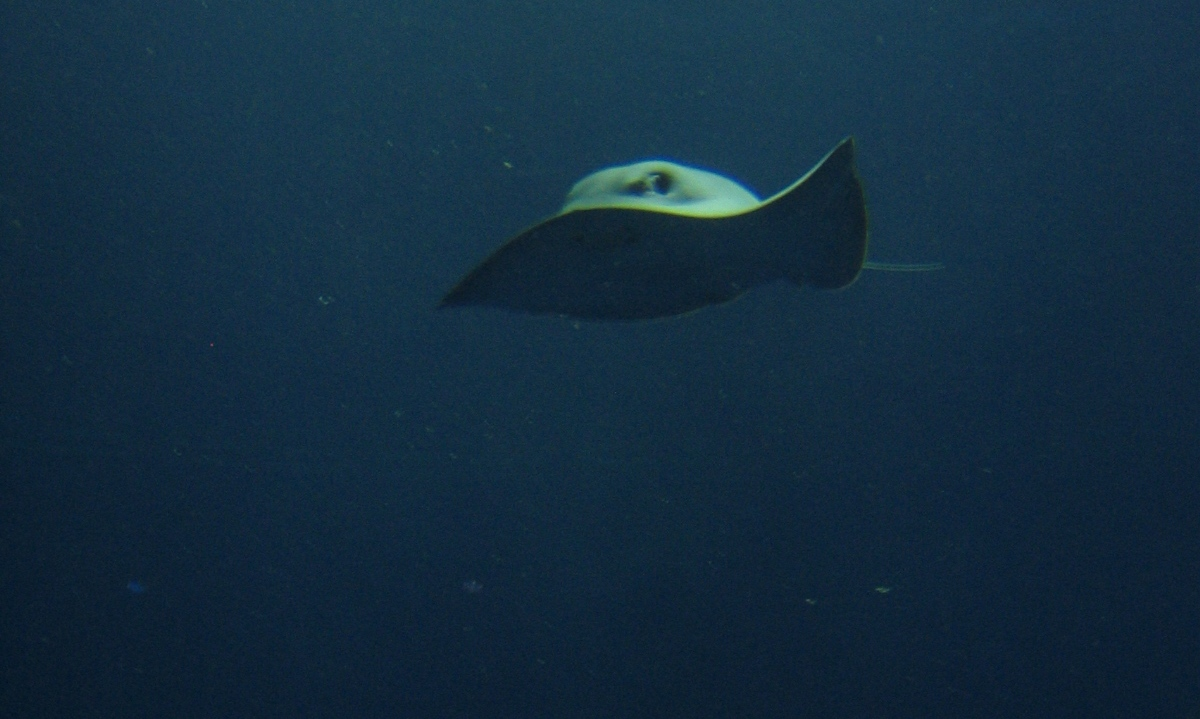
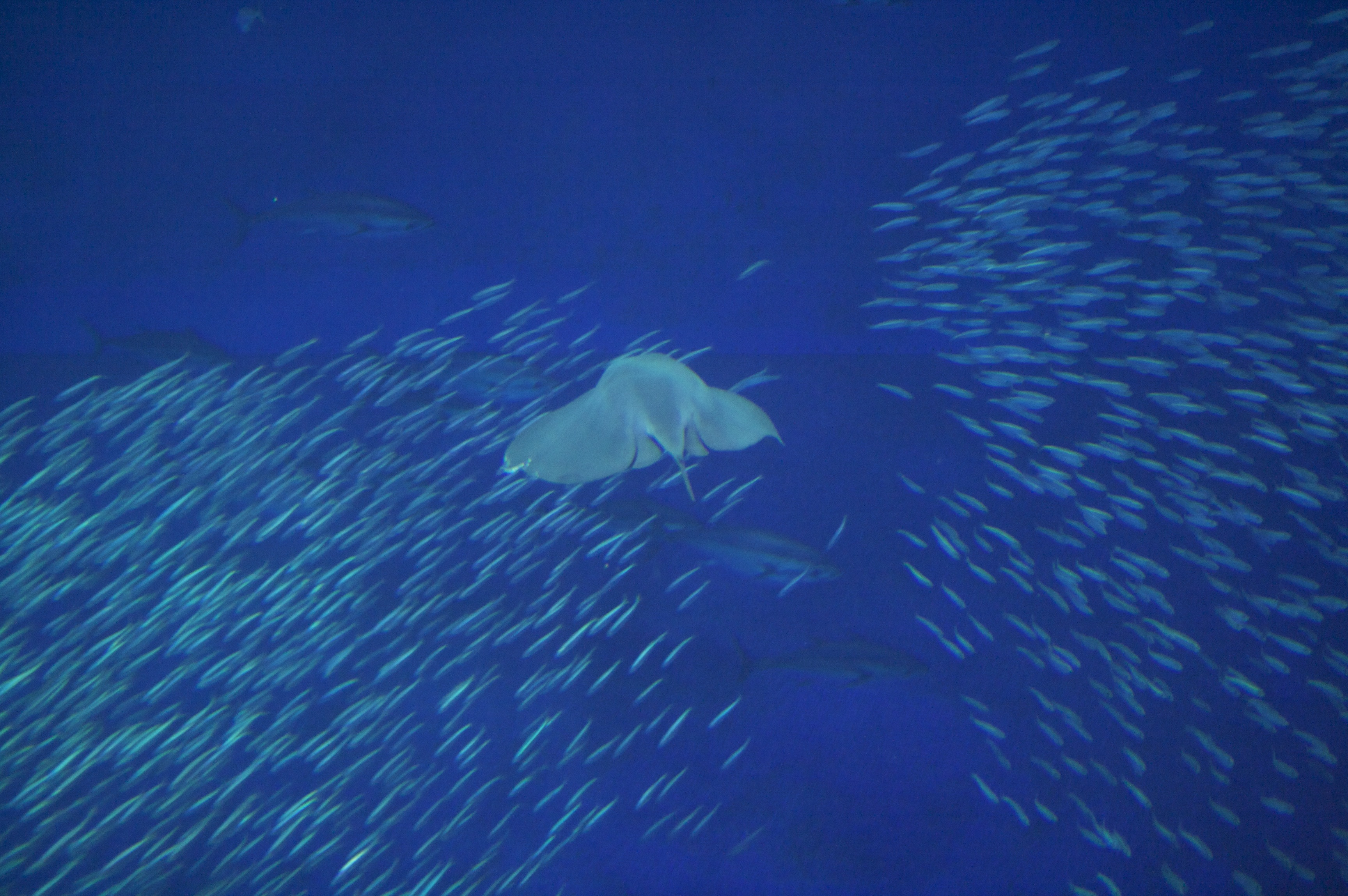
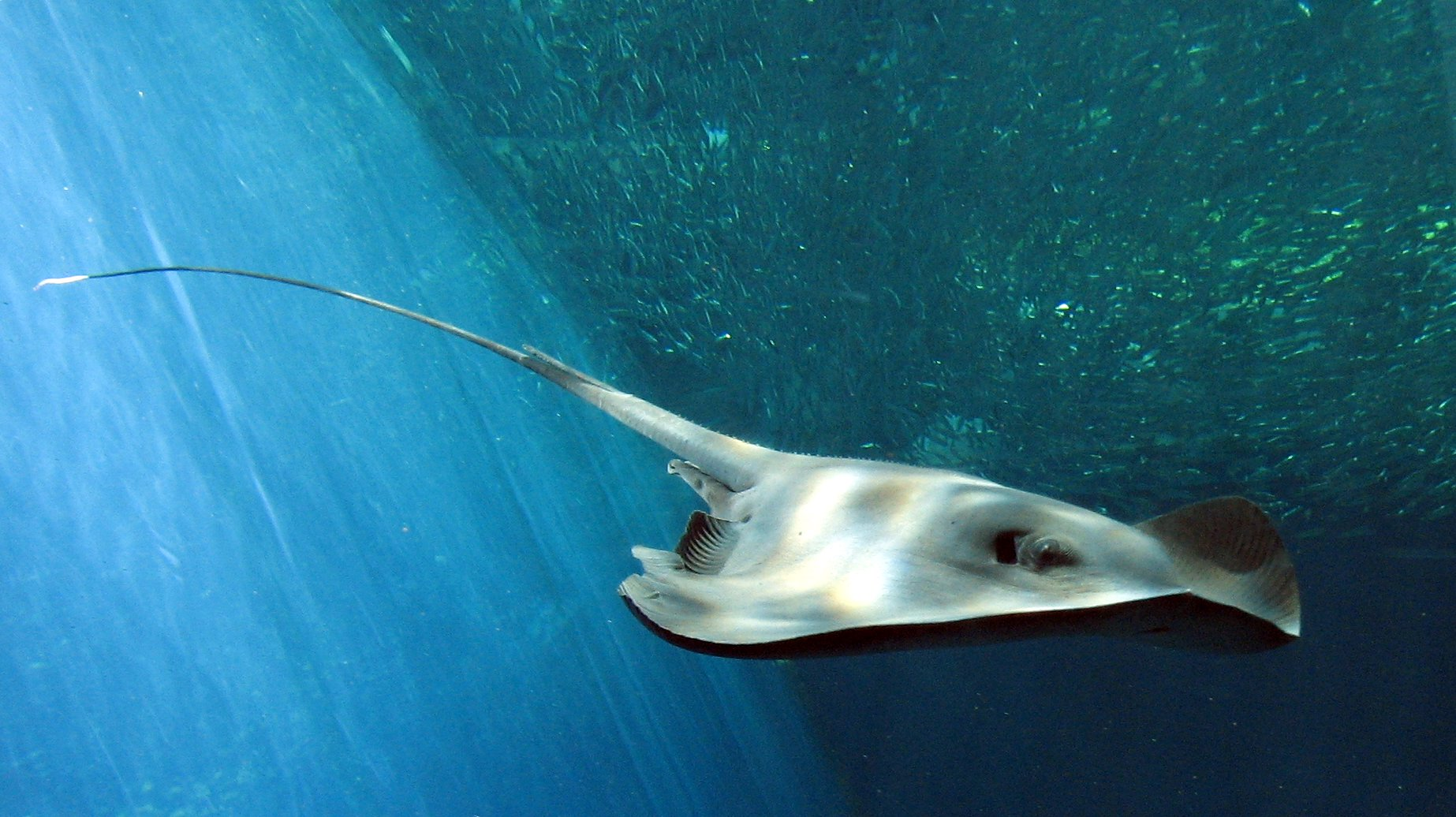

### Fortplantning
Könsmognaden infaller för honor vid en diameter av 40 till 50 cm och hannar vid 35 till 40 cm. Honor lägger inga ägg utan föder 2 till 13 levande ungar. Under den första tiden i moderns kropp lever ungarna av sin gulesäck, men senare av ett näringsrikt sekret som modern utsöndrar. Ungarna är vid födelsen 14 till 24 cm långa. Exemplaren kan leva 10 år.